# Гроснаундорф
Гроснаундорф (нем. Großnaundorf) — община в Германии, в земле Саксония. Подчиняется административному округу Дрезден. Входит в состав района Баутцен. Подчиняется управлению Пульсниц. Население составляет 986 человек (на 31 декабря 2012 года). Занимает площадь 14,98 км².
Община подразделяется на 2 сельских округа: Гроснаундорф и Миттельбах.
Впервые упоминается в 1309 году как Нумендорф.

## Население
| Год  | Численность | Численность |
| ---- | ----------- | ----------- |
| 2017 | 971         | [ 1 ]       |
| 2019 | 969         | [ 5 ]       |
| 2021 | 949         | [ 6 ]       |
| 2022 | 947         | [ 7 ]       |
| 2023 | 924         | [ 2 ]       |